# ذي وهبي (المخادر)

تعديل مصدري - تعديل

ذي وهبي محلة تابعة لقرية المشماس، التابعة لعزلة بني سرحة بمديرية المخادر إحدى مديريات محافظة إب في الجمهورية اليمنية، بلغ تعداد سكانها 21 حسب تعداد اليمن لعام 2004.